# The Maxwells
The Maxwells var et dansk band, der blev dannet i 1964 i København. Forinden havde skolekammerater fra Sankt Annæ Gymnasium dannet gruppen The Dragons, men tog navneforandring på grund af et godt tilbud fra en forhandler af forstærkeranlæg, der ville støtte med et forstærkeranlæg, hvis de skiftede navn til The Maxwells. Dette kunne de ikke sige nej til og skiftede fra VOX til MAX, gruppen kom derfor til at hedde The Maxwells. De spillede deres sidste job ved Musik og Lys første Komsammen i maj 1970. Men samledes endnu engang i Huset i København i april 1973. Lars Bisgaard medlem af Dr Dopojam fra 1971 til 1973
Medlemmer fra starten var:
- Lasse Lunderskov, sang og guitar
- Lars Bisgaard, sang
- Jørgen Werner (født 10. marts 1947), bas
- Børge Robert Mortensen (22. juli 1947 − 3. februar 2010[1][2]), trommer
- Even Pedersen, guitar

senere kom
- Bent Hesselmann, saxofoner og fløjte
- Torben Enghoff (født 18. juli 1947), tenorsaxofon og fløjte
- Kjeld Helki Ipsen (født 2. maj 1947), trombone
- Niels Harrit, keyboard og saxofoner

De fire første var oprindeligt skolekammerater på Skt. Annæ, Lars faktisk solist i Københavns Drengekor, hvor også Lasse og Børge sang.
Sammensætningen er lidt bizar, da blæsergruppen helst skal spille i F-dur, som omvendt volder guitarer og bas en del problemer.
I efteråret 1967 spiller The Maxwells som opvarmningsband Frank Zappa.
Hele gruppen var engageret af Gladsaxe Teater i 1967 til den første danske opførelse af musicalen Hair (Erik Wedersøe, Paul Hüttel, Lotte Olsen m.fl.) og spillede aktivt med i forestillingen, direkte på scenen. Ved samme lejlighed introduceredes første gang psykedelisk lys for et bredere publikum. De gæstende amerikanske rettighedsindehavere var så begejstrede for hele bandets indsats, at de blev inviteret til at spille i USA.
Erik Kramshøj fra Danmarks Radio har engang karakteriseret orkesteret for at være det eneste han nogensinde havde hørt, som kunne gå på scenen uden nogen form for aftale om noget at spille, men som bare spillede konstant i timevis.
Det normale var dog, at der forelå et arrangement. I begyndelsen plankede man barede originale sange, som f.eks. "In the Midnight Hour", "I Feel Good" etc. Men da medlemmerne begyndte at komponere nye sange, forandredes repertoiret gradvist. Der indgik også passager med absurd lyrik i rytmisk udførelse, understøttet af lysshowet fra "Lysholm Mortensen"
Gruppen deltog i mange avantgarde-arrangementer, og udgav bl.a. også en single "Biafra"/"Lorca's Blodbryllup" sammen med Niels Viggo Bentzon, ligesom gruppen opførte flere værker af Per Nørgård.

## Diskografi
- Flowerpowder/ What did she do?, Sonet, single 1967
- Biafra/"Lorca's Blodbryllup", Philips, single 1968
- Maxwell Street, LP 1969 (Indspillet for MPS i Tyskland med Joachim Ernst Behrendt som producer)